# Nho Catanese nero
Catanese nero là một giống nho để chế tạo rượu vang đỏ của Ý được trồng chủ yếu ở đảo Sicily. Trong khi các nhà ghi chép tin rằng nho có khả năng bắt nguồn từ núi Etna ở tỉnh Catania trên bờ biển phía đông của hòn đảo, ngày nay nó được trồng chủ yếu ở các tỉnh phía tây bắc của Agrigento, Palermo và Trapani. Một loại pha trộn nhỏ được sử dụng trong sản xuất rosé, nho hiện không được phép sử dụng trong bất kỳ loại rượu vang phân loại Denominazione di origine.

## Lịch sử

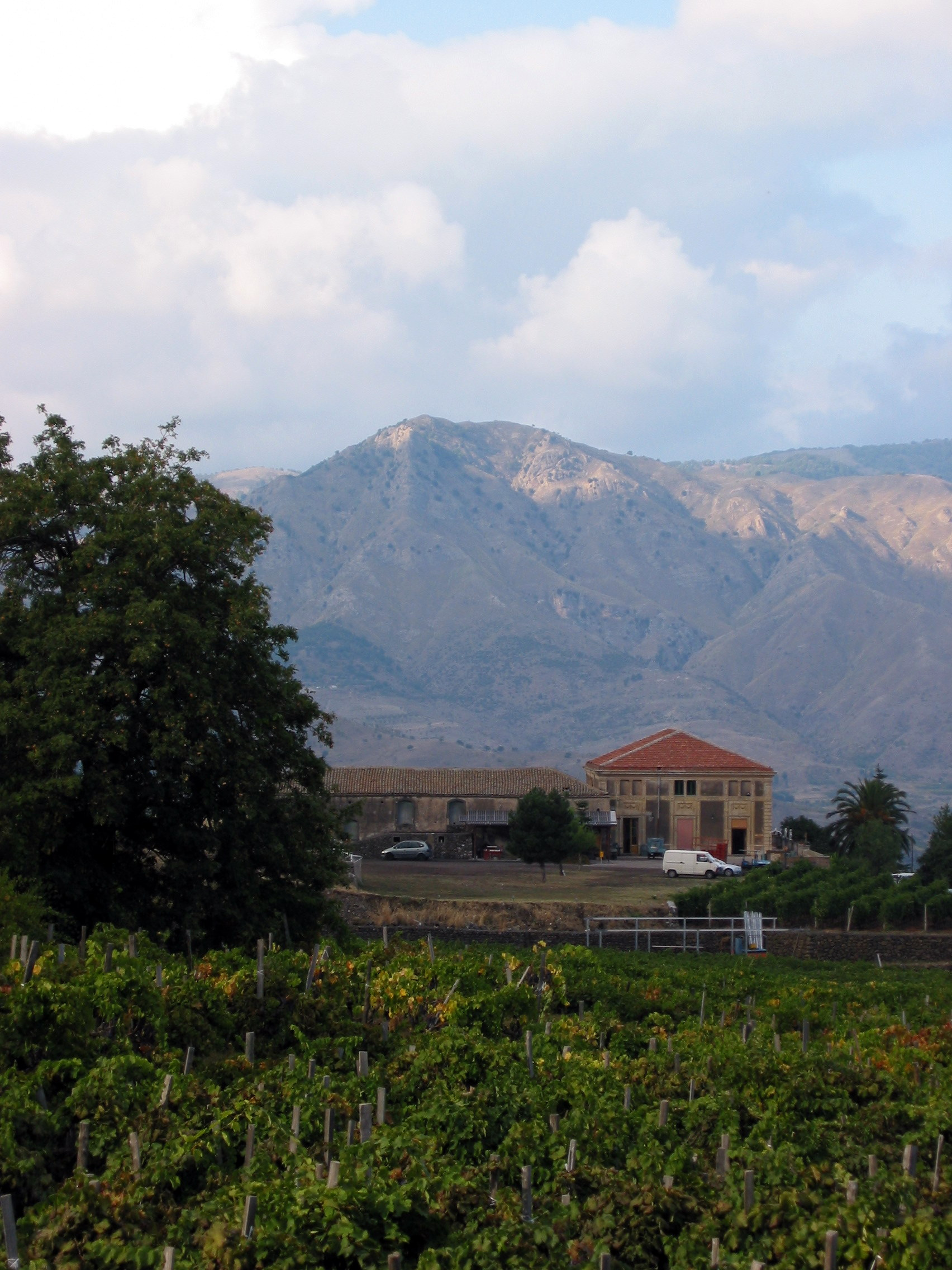
Các nhà quang học tin rằng Catanese nero có khả năng bắt nguồn từ tỉnh Catania (ảnh).

Các nhà ghi âm tin rằng Catanese nero là giống bản địa ở đảo Sicily với tên nho bắt nguồn từ tên gọi của tỉnh Catania, nằm ở bờ biển phía đông gần đảo. Mặc dù nho có khả năng bắt nguồn từ đây, nhưng ngày nay, nó hầu như không được tìm thấy ở Catania và trên khắp các đảo trồng của giống đã bị suy giảm do sức đề kháng thấp đối với một số bệnh nho.

## Nghề trồng nho
Catanese nero là giống nho chín nửa đến muộn. Cây nho dễ bị ảnh hưởng bởi nhiều mối nguy hiểm về sức khỏe như nhiễm nấm của phấn và sương mai. Khả năng kháng bệnh kém của Catan nero là một yếu tố góp phần làm giảm số lượng nho ở Sicily.

## Vùng rượu

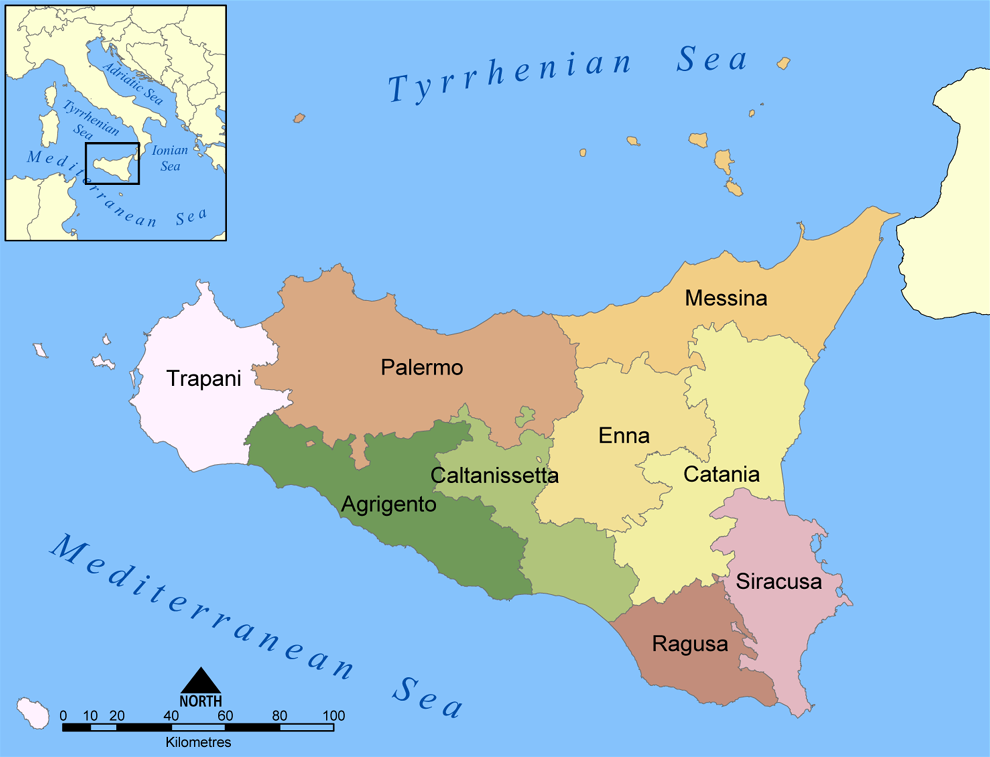
Ngày nay, Catanese nero được tìm thấy chủ yếu ở các tỉnh miền tây Agrigento, Trapani và Palermo.

Vào năm 2000, có 80 ha (198 mẫu Anh) Catanese nero ở Sicily với các đồn điền trải rộng trên các tỉnh phía tây của Palermo, Trapani và Agrigento. Trong khi không được phép trong bất kỳ loại rượu vang DOC, nho được sử dụng như một loạt pha trộn cho rượu vang non-DOC.

## Từ đồng nghĩa
Trong những năm qua, Catan nero đã được biết đến dưới nhiều từ đồng nghĩa bao gồm: Vespalora và Vesparola.